# Polideportivo Cachamay
Le Centro Total de Entretenimiento Cachamay ou CTE Cachamay est un stade omnisports situé à Puerto Ordaz, Ciudad Guayana dans l'État de Bolívar au Venezuela. C'est le stade des Mineros de Guayana qui évoluent dans le championnat vénézuélien.
Doté d'une capacité de 41 600 spectateurs, il a accueilli trois matches de la Copa America 2007 (du 26 juin au 15 juillet 2007), dont une demi-finale.

## Événements
- Copa América 2007
- II Juego de las Estrellas de Fútbol Venezolano, 7 mai 2008
- Championnat des moins de 20 ans de la CONMEBOL 2009

## Galerie

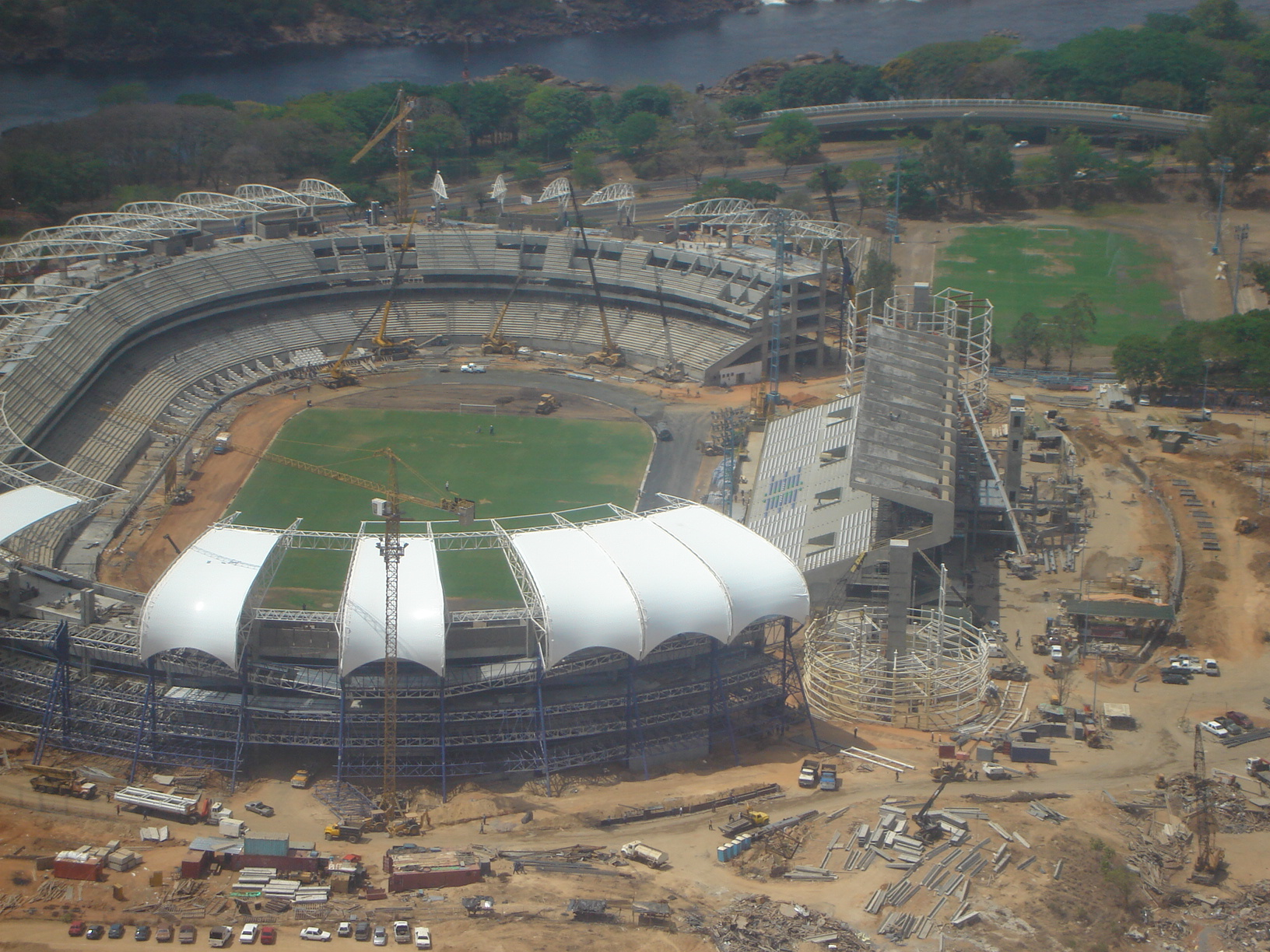
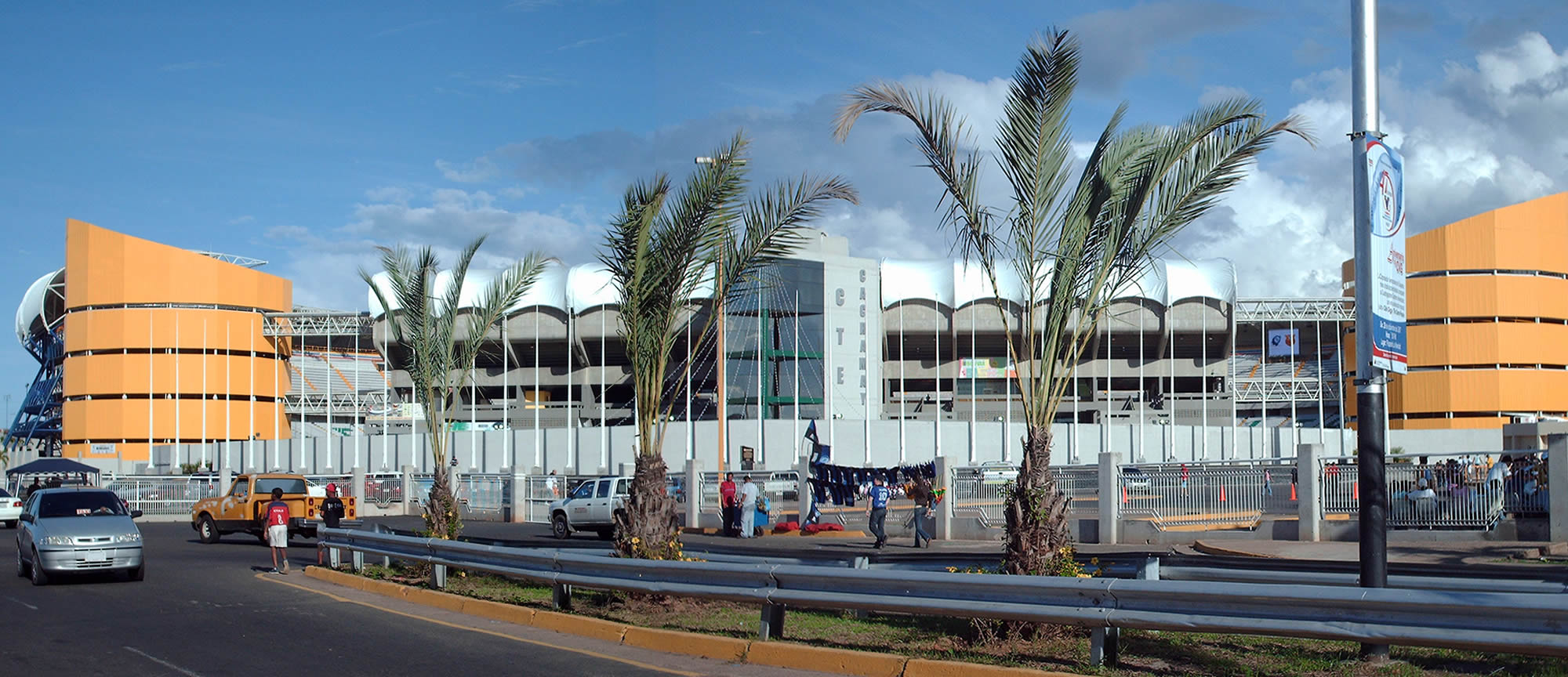
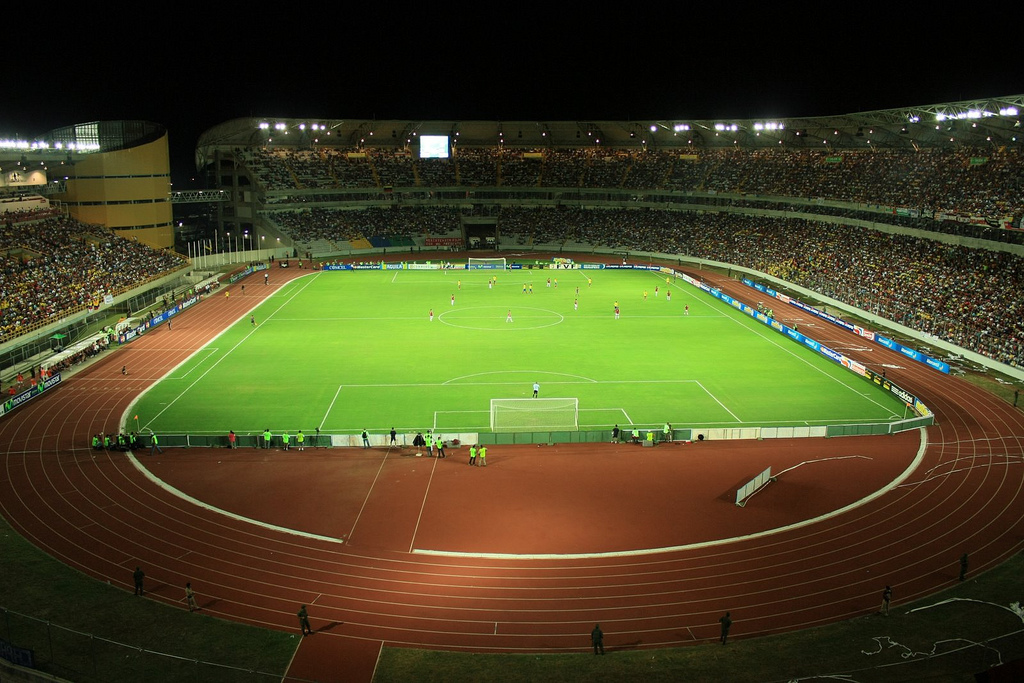

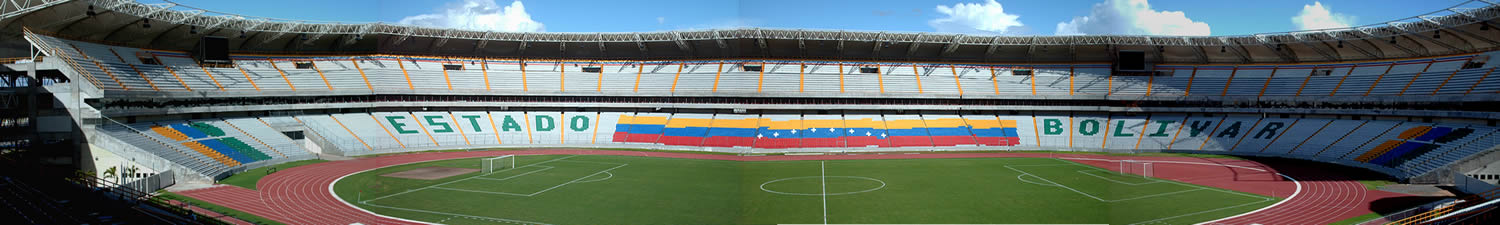
Panorama du stade